# GT World Challenge Europe Sprint Cup
Il GT World Challenge Europe Sprint Cup, nota nel 2013 con il nome FIA GT Series, dal 2014 al 2015 come Blancpain Sprint Series, dal 2016 al 2018 come Blancpain GT Series Sprint Cup e nel 2019 come Blancpain GT World Challenge Europe, è un campionato automobilistico organizzato dalla Stéphane Ratel Organisation e omologato FIA. Il campionato, riservato a vetture con specifiche GT3, viene disputato esclusivamente in Europa, anche se in passato alcune gare si erano svolte anche in Asia.

## Storia
Nel 2013, in seguito alla fusione tra il campionato del mondo FIA GT1 e il campionato europeo FIA GT3, sono nate le FIA GT Series. Originariamente il campionato avrebbe dovuto formare le FIA GT World Series insieme alle Blancpain Endurance Series, ma il progetto è stato abbandonato prima dell'inizio della stagione 2013. Il nome è un chiaro riferimento al campionato FIA GT, competizione internazionale tenutasi dal 1997 al 2009 che all'epoca era il più importante campionato per vetture Gran Turismo. I due campionati, tuttavia, ad eccezione del cambio obbligatorio del pilota durante la gara, avevano regolamenti sportivi e tecnici profondamente diversi.
Nel 2014 l'organizzazione del campionato, precedentemente di competenza della FIA, è passata alla Stéphane Ratel Organisation. Poco dopo il nuovo organizzatore ha stretto un accordo di sponsorizzazione con l'azienda svizzera Blancpain e ha rinominato il campionato "Blancpain Sprint Series".
Nello stesso anno sono state inoltre fondate le Blancpain GT Series, un campionato che riunisce al suo interno tutte le gare delle Blancpain Sprint Series e delle Blancpain Endurance Series. I titoli di questo nuovo campionato sarebbero quindi andati ai piloti con i migliori risultati combinati nei due precedenti campionati, che hanno comunque continuato a disputarsi anche separatamente.
Nel 2016, per sottolineare la relazione con le Blancpain GT Series, la SRO ha scelto di rinominare il campionato, che è diventato "Blancpain GT Series Sprint Cup". Stessa sorte è toccata alle Blancpain Endurance Series, che sono state rinominate Blancpain GT Series Endurance Cup.
Il 25 maggio 2018 la SRO ha assunto l'organizzazione della Pirelli World Challenge, campionato nordamericano omologato dallo United States Auto Club. In seguito a questa acquisizione la SRO ha optato per una riorganizzazione dei campionati, rinominando la Pirelli World Challenge in Blancpain GT World Challenge North America, le Blancpain GT Series Asia in Blancpain GT World Challenge Asia e le Blancpain GT Series Sprint Cup in Blancpain GT World Challenge Europe.
Al termine della stagione 2019, la SRO ha annunciato la scadenza del contratto di sponsorizzazione con la Blancpain. A partire dal 2020 il campionato ha assunto la denominazione di "GT World Challenge Europe Sprint Cup", mentre le Blancpain GT Series Endurance Cup sono state rinominate GT World Challenge Europe Endurance Cup.

## Formato delle gare
Il weekend di gara prevede al venerdì due turni da 80 minuti per le prove libere.
Il sabato ci sono, innanzitutto, tre turni da 15 minuti di qualifiche per determinare l'ordine di partenza della gara del sabato stesso. Nei turni di qualifica Q1, riservato ai piloti individuati come primo pilota, e Q2, riservata ai piloti individuati come secondo pilota, non ci sono limiti ai giri che si possono compiere nei 15 minuti. Alla Q3, accedono i primi 10 piloti della classifica che si ottiene unendo i tempi della Q1 ai tempi della Q2; anche in questo caso non c'è limite al numero di giri che si possono effettuare.
I risultati della Q3 determineranno l'ordine della gara del sabato. L'ordine di arrivo di quest'ultima contribuirà a determinare l'ordine della partenza della gara della domenica.
La domenica è previsto un iniziale warm up di 20 minuti, per poi dare il via ad un'unica gara, la cui durata non può superare i 60 minuti.

## Sistema di punteggio
| Posizione              | 1° | 2° | 3° | 4° | 5° | 6° | 7° | 8° | 9° | 10° |
| ---------------------- | -- | -- | -- | -- | -- | -- | -- | -- | -- | --- |
| Gara                   | 25 | 18 | 15 | 12 | 10 | 8  | 6  | 4  | 2  | 1   |
| Gara di qualificazione | 8  | 6  | 4  | 3  | 2  | 1  |    |    |    |     |

## Albo d'oro

### Piloti
| Anno | Coppa Pro (2013-2015) Assoluto (2016-) | Trofeo Pro-Am (2013-2015) Coppa Pro-Am (2016-2022) Coppa Gold (2023-) | Trofeo Gentleman (2013) Coppa Silver (2014-) | Coppa Am (2016-2022) Coppa Bronze (2023-) |
| ---- | -------------------------------------- | --------------------------------------------------------------------- | -------------------------------------------- | ----------------------------------------- |
| 2013 | Stéphane Ortelli Laurens Vanthoor      | Sergej Afanas'ev Andreas Simonsen                                     | Petr Charouz Jan Stoviçek                    | Non assegnata                             |
| 2014 | Maximilian Götz                        | Alessandro Latif Marc Basseng                                         | Mateusz Lisowski Vincent Abril               | Non assegnata                             |
| 2015 | Maximilian Buhk Vincent Abril          | Aleksej Karačev                                                       | Jules Szymkowiak                             | Non assegnata                             |
| 2016 | Enzo Ide                               | Michal Broniszewski Giacomo Piccini                                   | Michele Beretta Luca Stolz                   | Claudio Sdanewitsch                       |
| 2017 | Robin Frijns Stuart Leonard            | Daniel Keilwitz Alexander Mattschull                                  | Jules Szymkowiak Fabian Schiller             | David Perel Stephen Earle                 |
| 2018 | Raffaele Marciello Michael Meadows     | Nyls Stievenart Markus Winkelhock                                     | Nico Bastian Jack Manchester                 | Pierre Feligioni Claude-Yves Gosselin     |
| 2019 | Andrea Caldarelli Marco Mapelli        | Phil Keen Hiroshi Hamaguchi                                           | Nico Bastian Thomas Neubauer                 | Florian Scholze Wolfgang Triller          |
| 2020 | Dries Vanthoor Charles Weerts          | Simon Gachet Steven Palette                                           | Eddie Cheever Chris Froggart                 | Non assegnato                             |
| 2021 | Dries Vanthoor Charles Weerts          | Alex Fontana                                                          | Henrique Chaves Miguel Ramos                 | Non assegnato                             |
| 2022 | Dries Vanthoor Charles Weerts          | Pierre-Alexandre Jean Ulysse De Pauw                                  | Dean Macdonald Miguel Ramos                  | Non assegnato                             |
| 2023 | Mattia Drudi Ricardo Feller            | Niklas Krütten Calan Williams                                         | Jordan Love                                  | Alex Malykhin                             |

### Scuderie
| Anno | Coppa Pro (2013-2015) Assoluto (2016-) | Trofeo Pro-Am (2013-2015) Coppa Pro-Am (2016-2022) Coppa Gold (2023-) | Coppa Silver               | Trofeo Gentleman (2013) Coppa Am (2016-2022) Coppa Bronze (2023-) |
| ---- | -------------------------------------- | --------------------------------------------------------------------- | -------------------------- | ----------------------------------------------------------------- |
| 2013 | Belgian Audi Club Team WRT             | HTP Gravity Charouz                                                   | Non assegnata              | HTP Gravity Charouz                                               |
| 2014 | Belgian Audi Club Team WRT             | Phoenix Racing                                                        | Belgian Audi Club Team WRT | Non assegnata                                                     |
| 2015 | Belgian Audi Club Team WRT             | GT Russian Team                                                       | Bentley Team HTP           | Non assegnata                                                     |
| 2016 | Team WRT                               | Kessel Racing                                                         | Non assegnata              | AF Corse                                                          |
| 2017 | Belgian Audi Club Team WRT             | Rinaldi Racing                                                        | HTP Motorsport             | Kessel Racing                                                     |
| 2018 | Belgian Audi Club Team WRT             | Saintéloc Racing                                                      | Non assegnata              | Boutsen Ginion Racing                                             |
| 2019 | AKKA ASP Team                          | Orange 1 FFF Racing Team                                              | AKKA ASP Team              | HB Racing                                                         |
| 2020 | Belgian Audi Club Team WRT             | Saintéloc Racing                                                      | Sky - Tempesta Racing      | Non assegnata                                                     |
| 2021 | Team WRT                               | Emil Frey Racing                                                      | Barwell Motorsport         | Non assegnata                                                     |
| 2022 | Team WRT                               | AF Corse                                                              | AF Corse                   | Non assegnata                                                     |
| 2023 | Tresor Orange1                         | Boutsen VDS                                                           | Haupt Racing Team          | Pure Rxcing                                                       |